# Стрийський коледж Львівського Національного Аграрного Університету
Стрийський фаховий коледж Львівського національного університету природокористування — вищий навчальний заклад I рівня акредитації. Здійснює підготовку фахових молодших бакалаврів.
За більш ніж 70 років у коледжі підготовлено понад 21000 фахівців. Серед них — керівники підприємств, бізнесмени, науковці тощо.
У 2010 році коледж нагороджений золотою медаллю в VII Номінації «Упровадження інноваційних технологій у навчальний процес вищих навчальних закладів І-ІІ рівнів акредитації».

## Історія
- 1939 р. — Постанова РНК СРСР про заснування технікуму механізації сільського господарства.
- 1945—1947 рр. — Перенесено навчальний заклад в с. Підгірці в колишню панську садибу.
- 1947—1957 рр. — Розташовано навчальну базу по вул. Грабовецькій (колишня Комарова) в м. Стрию
- 1952 р. — Організовано заочне відділення на основі наказу МСГ УРСР № 496 від 27 лютого 1951 року.
- 1965 р. — Відкрито відділення по підготовці техніків-електриків.
- 1990 р. — Відкрито відділення «Організація і технологія ведення фермерського господарства».
- 1995 р. — Ліцензовано спеціальність «Бухгалтерський облік».
- 1998 р. — Ліцензовано спеціальність «Правознавство».
- 1999 р. — Розпочато підготовку механіків за кваліфікаційним рівнем «бакалавр».
- 1999 р. — Технікум механізації і електрифікації перейменовано в Стрийський державний аграрний коледж. (Рішення ДАК № 40 від 09.06.1999 р. та наказ Міністерства АПК України № 257 від 07.07.1999 р.)
- 2000 р. — Ліцензовано спеціальність «Біржова діяльність».
- 2003 р. — Ліцензовано спеціальність «Експлуатація систем обробки інформації і прийняття рішень».
- 2005 р. — Ліцензовано спеціальність «Організація обслуговування в готелях і туристичних комплексах».
- 2009 р. — Ліцензовано спеціальність «Землевпорядкування».
- 2011 р. — Ліцензовано спеціальність «Обслуговування та ремонт автомобілів і двигунів».
- 2020 р. — Ліцензовано спеціальність «Будівництво та цивільна інженерія».

## Спеціальності
Сучасні методики навчання, комп'ютерне обладнання, кваліфіковані викладачі, зручні і обладнані усім необхідним аудиторії, лабораторії, навчально-виробнича майстерня, навчально-дослідне господарство, комп'ютерні класи, інформаційний Інтернет-центр, гуртожитки, їдальня, бібліотека, читальні зали, видавничий центр, спортивно-туристичний комплекс — все це забезпечує якісну, повноцінну теоретичну та практичну підготовку спеціалістів за такими спеціальностями:
- 208 Агроінженерія (Механізація)
- 141 Електроенергетика, електротехніка та електромеханіка
- 072 Фінанси, банківська справа та страхування
- 071 Облік і оподаткування
- 081 Право
- 122 Комп`ютерні науки
- 242 Туризм
- 193 Геодезія та землеустрій
- 274 Автомобільний транспорт
- 192 Будівництво та цивільна інженерія

## Відомі випускники
- Дарія Петречко — український краєзнавець, громадський діяч.